# Delia (Alberta)
Delia es un pueblo canadiense situado en la provincia de Alberta.

## Superficie
Delia tiene una superficie de 1,33 km².

## Demografía
En 2021, tenía 152 habitantes, una densidad poblacional de 114,4 hab./km², y 96 viviendas.